# Antigua y Barbuda en los Juegos Olímpicos de Atlanta 1996
Antigua y Barbuda estuvo representada en los Juegos Olímpicos de Atlanta 1996 por un total de 13 deportistas, 8 hombres y 5 mujeres, que compitieron en 4 deportes.
La portadora de la bandera en la ceremonia de apertura fue la atleta Heather Samuel. El equipo olímpico antiguano no obtuvo ninguna medalla en estos Juegos.